# Поясок осаднения
Поясо́к (иногда ободо́к) осадне́ния в криминалистике — кольцеобразная деформация кожного покрова вокруг входного пулевого отверстия огнестрельной раны, вызванная тем, что, проникая в тело, пуля (или другой поражающий элемент) вворачивает внешний край отверстия раневого канала внутрь, осадняя его.

## Общие сведения
Геометрия и размеры пояска осаднения определяются многими факторами, например, энергетикой и формой поражающего элемента, локализацией ранения и т. п.. Как правило, ширина пояска осаднения не превышает одного-двух миллиметров.
При проведении мероприятий судебно-медицинской экспертизы поясок осаднения считается верным признаком входного отверстия огнестрельной раны, однако в исключительных случаях он может возникнуть и на выходе раневого канала. От явлений аналогичного характера поясок осаднения отличается по своим морфологическим признакам. В частности, если поясок осаднения — это кольцевая ссадина вокруг раневого канала, то поясок обтирания — это отложения на поверхности цели загрязнений, покрывающих пулю, а поясок металлизации — отложения металла, из которого изготовлена пуля.

## Механизм формирования
В современной научной литературе существуют противоречивые мнения о физике формирования пояска осаднения. В рамках общепринятого понимания, при внедрении поражающего снаряда в тело жертвы, оно сначала сминается и растягивается, то есть начинается процесс упруго-пластического разрушения биологических тканей. После проникновения пули вглубь, поверхностный слой кожи вокруг раны цепляется за оживальную поверхность пули и частично сдирается. В случае смерти пострадавшего через несколько часов после высыхания кожи поясок осаднения становится хорошо видимым, приобретая пергаментную плотность и красно-бурый оттенок.
Однако, современные исследования пулевых ранений с помощью высокоскоростной видеосъёмки позволят сделать вывод, что появление пояска осаднения скорее всего связано не с механическим трением поверхности пули о края раны, а с комплексным ударно-волновым явлением, которое поначалу включает в себя формирование в точке контакта временной воронки, а затем — распространение поверхностных волн Рэлея, которые отслаивают эпидермис кожи.

## Некоторые частные случаи
Поясок осаднения не всегда приобретает правильную кольцевидную форму, так как вдоль окружности входного отверстия раны частицы пороха могут распределяться неравномерно. При выстреле в упор из гладкоствольного оружия могут образоваться участки осаднения кожи в виде жёлто-бурых пятен, которые расположены без видимой системы и, скорее всего, возникают благодаря давлению пороховой копоти и газов. Эксцентричность пояска осаднения говорит о том, что контакт поражающего элемента (дроби, пули и т. п.) с телом произошёл скорее всего под острым углом. В таких случаях видимая выраженность пояска осаднения будет более высокой с той стороны, где угол минимален, так как на этом участке пуля наносит максимальный ушиб тканям. При касательных поражениях тела входной конец раны приобретает загрязнения и осаднения полулунной формы. При перпендикулярном попадании в открытую часть тела наружный диаметр пояска осаднения примерно соответствует калибру поражающего снаряда; при ранении сквозь одежду размер пояска осаднения как правило превышает поперечник снаряда. Если пуля поражает свою цель на излёте, то такая травма, как правило, состоит только из кровоподтёка и осаднённого участка кожи. Осаднение краёв может также сопровождать раны, полученные при холостых выстрелах из гладкоствольного оружия в результате попадания в тело пыжа (на расстояниях не более двух-трёх метров).
Выходное отверстие раны тоже может быть осаднённым, обычно это случается тогда, когда к нему плотно прилегает одежда или обувь. Такой поясок осаднения носит название ложного.